# Частност
Частност је једна од основних људских врлина, морални квалитет који укључује истинитост, поштење, верност преузетим обавезама, субјективно уверење у исправност циља, искреност према другима и према себи у погледу мотива који човека воде.
Искреност је један од најважнијих захтева морала. Искреност је повезана са савешћу, заснована је на поштовању друштвених норми и основа је поверења људи једни у друге. Захтев за поштењем произилази из потребе за међусобном координацијом деловања током заједничких активности и из потреба људи који живе заједно.
У пракси се концепт правичности најчешће разматра у односу на закључивање уговора, разменске односе и имовину. Утилитаристички приступ етици посматра поштење као практично користан квалитет; Тако је Бенџамин Френклин рекао да је „искреност корисна јер доноси заслуге“; Макс Вебер у свом делу „Протестантска етика и дух капитализма” примећује да оваквим приступом, где појава поштења постиже жељени ефекат, може да замени истинско поштење.
Људи су склони да верују да ће мера поштења за једну особу у различитим ситуацијама бити слична; експериментална психологија показује да се овај однос између поштења у различитим ситуацијама систематски прецењује и да је заправо пристрасност.
Појам „унутрашње поштење” има два различита тумачења – поштење самопријављивања према себи или поштење деловања, које се манифестује у условима када је разоткривање обмане немогуће и не постоји казна за непоштење. Унутрашњи интегритет у другом смислу везан је за ниво поштовања закона и правила у друштву.

## Веза са другим особинама
Супротност поштењу су обмана, лаж, перфидност, лицемерје и крађа. Врлине које се повезују са поштењем су истинитост, пристојност, правичност. Филозоф Андре Конт-Спонвил дефинише правичност као „правичност у првом лицу”.
Искреност се може посматрати и као квалитет који је слабо одвојив од истинитости и као битно другачији појам. Дакле, истинитост се може схватити као да има везе искључиво са поузданошћу информација („жеља да се каже шта заиста јесте“), а поштење се може схватити као општа процена понашања („слеђење моралних принципа, сопствено разумевање правила поштеног понашања”); лажно представљање у одсуству себичних мотива или намере може се сматрати да није у супротности са поштењем. Истраживања показују да се у савременом руском друштву искреност цени више од истинитости.
Апсолутна искреност без узимања у обзир ситуације може се сматрати нетактичном. Одступање од поштења може се сматрати моралним понашањем које није у супротности са поштењем особе, у неким случајевима када се претпоставља да поштење може нанети повреду саговорнику.

## У хришћанству
У хришћанству се часност тумачи као истинитост, отвореност, избегавање лажи у практичним делима и речима; мотив хришћанског поштења повезан је са обожавањем Бога као апсолутно истинитог, верног, „одржавања завета“ и захтева да та истина пребива у срцу човека. Непоштење може уништити јединство свих хришћана. У Јеванђељу Христос неуморно осуђује лицемерје, захтева савршено поштење, укида заклетве и захтева: „Нека реч твоја буде: да, да; не не; а све што је изнад овога је од злога.” (Мт. 5:33-37).

## У еволуционој биологији и етологији
У етологији постоји концепт „поштеног сигнала“, односно сигнала карактеристичан за целу групу, у ситуацији када сигнал одговара стварности. Пошто животиња која даје „поштен” (и самим тим јасно препознатљив) сигнал у тренутку опасности , повећава свој ризик спашавајући друге, такав „искрен сигнал“ се односи на алтруистичко понашање. Концепт „поштеног сигнала“ у еволуционој биологији проширује се са самих сигнала на специфичне маркере који могу указивати на физичку снагу, старост, статус или друштвени ранг животиње, и у принципу би могао бити „фалсификован“ (на пример, величина рогова на јеленском или величине пауновог репа). Постоје различита објашњења за чињеницу да такви животињски сигнали имају тенденцију да адекватно информишу партнера или ривала, упркос предностима повезаним са „преваром“. Особине које се користе као рекламни сигнали могу имати тако високу „вредност” за свог власника да ће само заиста јака и здрава животиња бити у стању да покаже такву особину; стога се разметљиви чинови алтруизма могу посматрати као „поштен“ рекламни сигнал који указује на обиље ресурса. Може постојати директна физиолошка веза између особине и стања животиње. искључујући могућност „преваре”. За неке сигнале може постојати „друштвена контрола“ искрености комуникације, када појединац који даје „лажни“ сигнал изазива агресију од других припадника врсте. Постоје многе теорије које тачно показују како, под специфичним условима постојања одређене врсте, поштење или обмана може бити еволуционо стабилна стратегија (као резултат исплативости обмане, комуникациони систем може временом постати бесмислен, а самим тим и нестабилан). ); питање „искрене“ комуникације једно је од кључних питања у савременој науци о понашању животиња.